# Alessarco
Alessarco (in greco antico: Ἀλέξαρχος?, Aléxarchos; ... – ...) è stato uno storico greco antico.
Alessarco è stato un autore di un'opera sulla storia dell'Italia (Ἰταλικά) di cui Plutarco cita il terzo libro. Servio cita una sua opinione a proposito dell'origine dei nomi Epiro e Campania, sicuramente tratta dalla sua opera sull'Italia.
L'autore omonimo citato da Plutarco in un altro passo è probabilmente un'altra persona.